# Luna E–3–2
A Luna E–3–2 jelzésű szovjet űrszonda, a Luna-program, a Hold-program részeként készült.

## Küldetés
Tervezett feladat a Hold megközelítése, felületének fényképezése, a kozmikus sugárzás, a napszél, a mikrometeoritok, az interplanetáris anyag és a Hold mágneses terének vizsgálata.

## Jellemzői
Az OKB–1 tervezőiroda fejlesztette ki és építette meg.
1960. április 19-én a Bajkonuri űrrepülőtér indítóállomásról egy Vosztok–L  (8K72) típusú hordozórakétával tervezték pályára állítani. A rakéta elemelkedése közben – a ránehezedő súlytól és erőhatástól – a tartóállványzat összeomlott, a rakéta felrobbant.

## Külső hivatkozások
- Luna E–3–2. zarya.info. [2022. július 1-i dátummal az eredetiből archiválva]. (Hozzáférés: 2013. január 11.)
- Luna E–3–2. zarya.info. [2013. október 13-i dátummal az eredetiből archiválva]. (Hozzáférés: 2013. január 11.)

| Elődje: Luna E–3–1 | Luna-program 1960–1963 | Utódja: Luna E–6–1 |